# Chérif Oudjani
Chérif Oudjani (ar. شريف وجاني; ur. 9 grudnia 1964 w Lens) – algierski piłkarz grający na pozycji napastnika. W swojej karierze rozegrał 8 meczów i strzelił 2 gole w reprezentacji Algierii.

## Kariera klubowa
Swoją karierę piłkarską Oudjani rozpoczął w klubie RC Lens. Od 1980 roku grał w jego rezerwach, a w 1983 roku awansował do pierwszego zespołu. 24 lutego 1984 zadebiutował w nim w pierwszej lidze francuskiej w wygranym 1:0 domowym meczu z FC Sochaux-Montbéliard.
W 1985 roku Oudjani został wypożyczony do Stade Lavallois. Swój debiut w nim zaliczył 1 sierpnia 1995 w zremisowanym 2:2 domowym meczu z Paris Saint-Germain i w debiucie strzelił gola. W Stade Lavallois grał przez rok, a następnie wrócił do Lens, w którym spędził część rundy jesiennej sezonu 1986/1987.
W listopadzie 1986 Oudjaniego wypożyczono do RC Paris. Swój debiut w nim zanotował 21 listopada 1986 w przegranym 0:1 wyjazdowym meczu z OGC Nice. W 1987 roku wrócił do Lens i grał w nim przez kolejne dwa sezony. W sezonie 1988/1989 spadł z nim do drugiej ligi.
Latem 1989 Oudjani przeszedł z Lens do FC Sochaux-Montbéliard. Zadebiutował w nim 21 lipca 1989 w wygranym 1:0 domowym meczu ze Stade Brestois 29. W Sochaux grał do końca sezonu 1991/1992.
W latach 1992–1994 Oudjani grał w drugoligowym AS Beauvais Oise. Z kolei w latach 1994-1996 grał w innym drugoligowym klubie, FCO Charleville-Mézières. W sezonie 1996/1997 był zawodnikiem drugoligowego SAS Épinal, a w sezonie 1997/1998 występował w trzecioligowym Gazélec Ajaccio. W sezonie 1998/1999 był piłkarzem drugoligowego ES Wasquehal. Z kolei w sezonie 1999/2000 grał w trzecioligowym Valenciennes FC. W sezonie 2000/2001 był graczem trzecioligowego Pacy Ménilles RC, a karierę kończył w 2002 roku jako gracz piątoligowego Stade Béthunois.
| Sezon   | Klub                     | Kraj    | Rozgrywki            | Mecze | Bramki |
| ------- | ------------------------ | ------- | -------------------- | ----- | ------ |
| 1980/81 | RC Lens B                | Francja | Division 3           | 1     | 0      |
| 1981/82 | RC Lens B                | Francja | Division 3           | 0     | 0      |
| 1982/83 | RC Lens B                | Francja | Division 3           | 6     | 2      |
| 1983/84 | RC Lens                  | Francja | Division 1           | 6     | 1      |
| 1983/84 | RC Lens B                | Francja | Division 3           | 21    | 15     |
| 1984/85 | RC Lens                  | Francja | Division 1           | 19    | 7      |
| 1985/86 | Stade Lavallois          | Francja | Division 1           | 31    | 14     |
| 1986/87 | RC Lens                  | Francja | Division 1           | 14    | 6      |
| 1986/87 | RC Paris                 | Francja | Division 1           | 18    | 7      |
| 1987/88 | RC Lens                  | Francja | Division 1           | 30    | 13     |
| 1988/89 | RC Lens                  | Francja | Division 1           | 31    | 12     |
| 1989/90 | FC Sochaux-Montbéliard   | Francja | Division 1           | 34    | 9      |
| 1990/91 | FC Sochaux-Montbéliard   | Francja | Division 1           | 13    | 1      |
| 1990/91 | FC Sochaux-Montbéliard B | Francja | Division 3           | 18    | 19     |
| 1991/92 | FC Sochaux-Montbéliard   | Francja | Division 1           | 22    | 3      |
| 1992/93 | AS Beauvais Oise         | Francja | Division 2           | 18    | 7      |
| 1993/94 | AS Beauvais Oise         | Francja | Division 2           | 6     | 2      |
| 1994/95 | FCO Charleville-Mézières | Francja | Division 2           | 33    | 3      |
| 1995/96 | FCO Charleville-Mézières | Francja | Division 2           | 39    | 13     |
| 1996/97 | SAS Épinal               | Francja | Division 2           | 0     | 0      |
| 1997/98 | Gazélec Ajaccio          | Francja | Championnat National | 28    | 14     |
| 1998/99 | ES Wasquehal             | Francja | Division 2           | 23    | 8      |
| 1999/00 | Valenciennes FC          | Francja | Championnat National | 15    | 6      |
| 2000/01 | Pacy Ménilles RC         | Francja | Championnat National | 17    | 3      |
| 2001/02 | Stade Béthunois          | Francja | CFA 2                | ?     | ?      |

## Kariera reprezentacyjna
W reprezentacji Algierii Oudjani zadebiutował 11 stycznia 1987 w wygranym 2:0 meczu Igrzysk Afrykańskich 1987 z Tunezją, rozegranym w Tunisie. W 1990 roku został powołany do kadry na Puchar Narodów Afryki 1990. Na tym turnieju rozegrał cztery mecze: grupowe z Nigerią (5:1), z Wybrzeżem Kości Słoniowej (3:0, strzelił w nim gola), półfinałowy z Senegalem (2:1) i finałowy z Nigerią (1:0), w którym strzelił gola. Z Algierią wywalczył mistrzostwo Afryki. Od 1987 do 1990 wystąpił w kadrze narodowej 8 razy i strzelił 2 gole.